# Brachyolene nigrescens
Brachyolene nigrescens är en skalbaggsart som beskrevs av Stefan von Breuning 1977. Brachyolene nigrescens ingår i släktet Brachyolene och familjen långhorningar. Inga underarter finns listade.